# John Kander
John Harold Kander (Kansas City (Missouri), 1927. március 18. –) amerikai zeneszerző.

## Élete
Bernice Aaron és Harold S. Kander fiaként polgári zsidó családban született, a The Pembroke Hill Schoolban és az Oberlin College-ban tanult, majd a Columbia Egyetemen szerzett mesterfokozatot, ahol Douglas Moore növendéke volt, és Jack Beesonnál zeneszerzést tanult.
A Broadwayn kezdte pályafutását a West Side Story musical próbáin helyettes zongoristaként. A West Side Story színpadi menedzsere ezután felkérte, hogy játsszon a következő előadáson, a Gypsy meghallgatásán. Annak során Kander találkozott Jerome Robbins koreográfussal, aki felkérte, hogy komponáljon zenét az 1959-ben megrendezett előadás táncaihoz. Ezt követően írta meg 1960-ban az Irma, te édes táncbetéteinek zenéjét.
Első musicalprodukciója az A Family Affair volt, amelyet James és William Goldmannel írt. 1962-ben találkozott Fred Ebb szövegíróval, akivel több mint negyven évig tartó együttműködésbe kezdtek. Ugyanebben az évben a feltörekvő Barbra Streisanddal két duettet vettek lemezre, a "My Coloring Book"-ot és az "I Don't Care Much"-ot. 1965-ben a Kander és Ebb duó elindította első Broadway-show-ját, a Flora the Red Menace-t, amelynek producere Hal Prince volt, George Abbott és Robert Russell librettójával, amelyben Liza Minnelli először szerepelt a Broadwayn.
Legnagyobb sikerük a Cabaret musical (1966), amely Harold Prince vezényletével került a Broadwayre, és a Chicago (1975) volt, amelyet a nagyszerű koreográfus, Bob Fosse állított színpadra. Mindkettőt sikeresen adaptálnák a mozivászonra; a Chicago filmváltozata 2002-ben elnyerte a legjobb film Oscar-díját.
Martin Scorsese New York, New York című filmjéhez is John Kander komponálta a dalokat, bár a film nem aratott nagy sikert, a címadó dal, amelyet Liza Minnelli énekelte, nemzetközi siker lett, New York himnuszává vált. Kander Ebb-bel közösen dalokat is komponált Thornton Wilder darabjához, a The Skin of Our Teethhez, amelynek premierje Londonban volt, de a jogdíjakat Wilder unokaöccsei szerezték meg.
John Kander (meleg) házastársa 2010 óta Albert Stephenson koreográfus, aki már 1977 óta élettársa volt. 

## Művei
A szövegeket Fred Ebb írta, ahol másképp nincs feltüntetve.
Musical
- A Family Affair (1962) – William Goldman szövegére
- Flora the Red Menace (1965)
- Kabaré (1966)
- Go Fly a Kite (1966) – a zene és a szöveg szintén Walter Markstól
- A boldog idő (1968)
- Zorba (1968)
- 70, Girls, 70 (1971)
- Chicago (1976)
- A törvény (1978)
- Az év nője (1981)
- The Rink (1984)
- Diamonds (1984) – két dal: a Winter In New York és az Diamonds Are Forever
- And The World Goes 'Round (1991)
- Kiss of the Spider Woman (1992)
- Steel Pier (1997)
- Fosse (1999)
- Over and Over (1999)
- A látogatás (2001)
- Curtains (2006) – Rupert Holmes további szövegeivel
- Mindent rólunk (az Over and Over 2007-es áttekintése)
- The Scottsboro Boys (2010)

## Filmográfia
A következő filmekhez írtak dalokat:
- Kabaré (1972) – 3 dal
- Funny Lady (1975) – 6 dal
- Lucky Lady (1976) – 2 dal
- A Matter of Time, más néven Nina (1976) – 2 dal
- New York, New York (1977) – 4 dal
- Francia képeslapok (1979) – 1 dal
- A Tánciskolában (1991) – 1 dal
- Chicago (2002) – 1 dal

Filmzene
- Valami mindenkinek (1970)
- Kramer kontra Kramer (1979)
- Still of the Night (1982)
- Ismét kék ég (1983)
- Helyek a szívben (1984)
- An Early Frost (TV-film, NBC, 1985)
- Haza akarok menni (1989)
- Billy Bathgate (1991)
- Légzésleckék (TV-film, CBS, 1994)
- The Boys Next Door (TV-film, CBS, 1996)

Televízió
- Liza! (1970)
- Ol’ Blue Eyes is Back (1973) (Frank Sinatra)
- Liza Z-vel (1972)
- Gypsy In My Soul (1976) (Shirley MacLaine)
- Barisnyikov a Broadwayn (1980)
- Liza Londonban (1986)
- Sam Found Out, A Triple Play (1988)
- Liza Minnelli, élőben a Radio City Music Hallból (1992)

## Díjai
- Tony-díj (1967, Kabaré)
- Tony-díj (1981, Az év nője)
- Tony-díj (1993, Kiss Of The Spiderwoman)
- Tony-díj (2023, életműdíj)
- Laurence Olivier-díj (1998, a Chicago londoni produkciójáért)
- Emmy-díj (1973, Liza With a Z)
- Emmy-díj (1993, Liza Minnelli Live! a Radio City Music Hallból)
- Grammy-díj (1967, Kabaré, Eredeti szereplők albuma)
- Grammy-díj (1998, Chicago, Musical Show album)

Mindketten több jelölést kaptak, további öt Tony-díjat, két Oscar-díjat és négy Golden Globe-díjat.
1998-ban Kander és Ebb életművükért megkapták a Kennedy Center Honors-díjat.

## Kitüntetései
- 1988. december 5. Kennedy Center Honors

## Fordítás
- Ez a szócikk részben vagy egészben  a   Fred Ebb című angol Wikipédia-szócikk ezen változatának fordításán alapul.  Az eredeti cikk szerkesztőit annak laptörténete sorolja fel. Ez a jelzés csupán a megfogalmazás eredetét és a szerzői jogokat jelzi, nem szolgál a cikkben szereplő információk forrásmegjelöléseként.